# Sierra de Nanchititla
Le parc naturel de la Sierra de Nanchititla est une zone protégée de la flore et de la faune située à Luvianos, dans l'État du Mexique. Elle fait partie de la région de Tierra Caliente, ce qui en fait l'endroit où les températures les plus basses de la région chaude se situent entre 15° et 0°C. Elle occupe une partie importante des municipalités de Luvianos et Tejupilco. Sa superficie est d'environ 67 000 hectares.

## Histoire
Il a été catalogué comme parc naturel du Nevado de Toluca en 1937, mais depuis 2013, son statut a été modifié pour permettre une utilisation durable des terres.

## Faune et flore
Dans la Sierra de Nanchititla, nous trouverons principalement une forêt d'oyamel, de pins, de chênes, d'arbousiers, ainsi que des cactus et des arbres de forêt sèche tropicale comme le siricote. Des grands félins comme le jaguar et le puma y vivent ; c'est le seul endroit de l'État du Mexique où vit le jaguar, le plus grand félin du continent américain.